# Miłość w ogniu wystrzałów
Miłość w ogniu wystrzałów (alb. Dashuri me krisma) – albański film fabularny z roku 1997 w reżyserii Ariana Çuliqiego.

## Opis fabuły
Akcja filmu rozgrywa się w 1997, w czasie kryzysu wywołanego krachem funduszy piramidowych. Zakochany w Rinie Guri przebywa w więzieniu za drobne przestępstwa i tęskni za swoją narzeczoną. Jego ojciec planuje zastąpić syna w więzieniu i odsiedzieć za niego wyrok. W tym czasie dochodzi do kryzysu w państwie i w nocy wszyscy więźniowie opuszczają więzienie. Ojciec jednak o tym nie wie.
Zdjęcia do filmu kręcono w Tiranie i w Durrësie.

## Obsada
- Sejfulla Myftari jako Muço
- Hajrie Rondo jako Zenepja
- Arben Dervishi jako Guri
- Aleko Prodani jako ojciec
- Aishe Stari jako matka
- Diana Proko jako Rina
- Mehdi Malkaj jako strażnik więzienny
- Xhevahir Zeneli jako pijak
- Besnik Çinari
- Hasan Dervishi
- Edmind Halili
- Muharrem Hoxha
- Rita Lati
- Rozana Radi
- Rexhep Ustai